# التاجر (مسلسل)
التاجر (هانغل: sangdo 상도 ); مسلسل تلفزيوني كوري يحكي عن حياة ليم سان جوك الذي كان حلمه أن يصبح مترجماً من خلال تعلمه للغة الصينية، ولكن شاءت الأقدار أن يصبح تاجراً عظيماً ومن ثم حاكماً في منطقته إلى أن يعرض عليه الملك منصب الوزير الشرفي.

## قصة المسلسل
كان بارك جو ميونغ رئيس سونغ سانغ سبباً رئيسياً في مقتل والد ليم سانجوك بسبب إلصاق التهمة فيهما بتهريب الكبريت من الصين إلى جوسون وبالتالي تم إعدام الوالد وترك ليم سانجوك بعد تدخل حكومي من شخصية مرموقة في السلطة، صار ليم سانجوك عبدا للحكومة ومن ثم هرب مع زعيم عصابة ونجى من واتجه إلى مان سانغ التي كانت في صراع مع سونغ سانغ أيهما يحتل السوق، وعمل في متجر النحاسيات ومن ثم مدير لمان سانغ نظراً لخبرته ودهائه، ومن ثم شغل صفقات كبرى مع الصينيين أعادت مان سانغ إلى الواجهة بعدما انتهت تماماً وأصبح هو رئيسها ومن ثم أصبح حاكماً لأوجو وفي الأخير مستشارا للملك والمسلسل فيه 100 حلقة.

## الممثلون
- لي جاي ريونغ في دور سان جوك
- ماينغ سي تشان في دور سان جوك في مرجلة الصبى
- لي سون جاي في دور بارك جو ميونغ
- كيم هيون جو في دور بارك داينغ ينغ
- بارك إين هوان في دور هونغ دوك جو
- جونغ بو سوك في دور جونغ شي سو
- هونغ أون هي في دور مي غيوم (زوجة سان جوك).
- هان هي في دور جانغ مي ريونغ
- كيم يو مي في دور يون شين يون
- سونغ جاي هو في دور ليم بونغ هيك (والد يان جوك)
- نا مون هي في دور السيدة هان (والدة سان جوك)
- لي هوي دو في دور هيو سام بو
- جونغ هو غون في دور جانغ سوك جو
- جونغ كي سونغ في دور كيم سات جات (الشاعر المعروف)
- كيم جا أوك في دور والدة مي غيوم

## وصلات خارجية
- الموقع الرسمي للمسلسل